# Accident of Birth
Accident of Birth è il quarto album in studio del cantante britannico Bruce Dickinson, pubblicato nel 1997 dalla Castle Communications/Sanctuary Records.

## Descrizione
Dopo il mancato successo di Skunkworks, Dickinson rivoluziona nuovamente la band richiamando Roy Z ed alcuni membri dei Tribe of Gypsies e ritrova Adrian Smith, già suo compagno negli Iron Maiden, come seconda chitarra.
Con questa formazione, Dickinson incide un ottimo album di heavy metal vecchio stampo con un sound molto più aggressivo di quanto proposto in quel periodo dagli stessi Iron Maiden. Sotto il profilo artistico, il disco rappresenta l'apice della carriera solista del singer britannico ed influenzerà i suoi lavori successivi segnando una netta linea di demarcazione rispetto ai primi lavori.

## I brani
Si inizia con Freak, molto dura, in cui Dickinson si ispira ad un amico di Roy Z. Dopo la breve e strumentale Toltec 7 Arrival segue Starchildren che parla di un contatto con un alieno che si rivela essere in realtà la Morte.
Taking The Queen è una semiballata e narra di una regina costretta a rimanere vergine per sopravvivere ma che si innamora di un giovane. Darkside of Aquarius è il brano migliore dell'album, cupa con un inizio lento che sfocia in potenti assoli e con una lunga coda che in versione live è cantata spesso in combinazione con il pubblico. È considerata da molti fans la canzone migliore della carriera solista di Bruce Dickinson.
Road to Hell torna ad un heavy metal potente e veloce e racconta cosa passava per la testa a Gesù mentre stava morendo.
Man Of Sorrows è nuovamente un brano lento che tratta della gioventù di Aleister Crowley e di ciò che diventa. Accident Of Birth è uno dei brani più duri dell'intero album. È una delle due canzoni autobiografiche scritte da Dickinson, che racconta di come sia nato da un fallito tentativo di aborto. The Magician, invece, è più veloce ed è dedicata anch'essa a Crowley.
Welcome To The Pit è cupa e tutto sommato l'episodio di minor successo dell'album mentre Omega conquista gli ascoltatori con una struttura molto simile a Tears Of The Dragon: inizio lento e, dopo il secondo ritornello, accelerazione con una serie di assoli magistrali. Il brano descrive un futuro apocalittico in cui il Sole esplode e distrugge la Terra. Si chiude con Arc Of Space, una ballata che parla di tutti quelli che guardano gli alieni come membri di una religione.

## La copertina
La reunion di ex-membri degli Iron Maiden vede il ritorno anche di Derek Riggs, il leggendario creatore di Eddie, che qui disegna un pupazzo dal nome Edison (da molti ritenuto come figlio di Eddie) che sbuca fuori dallo stomaco di un uomo. Il cd contiene anche un poster raffigurante Edison.
Nella versione USA l'immagine è ingrandita per eliminare la parte dello stomaco squarciato (considerata troppo forte) mentre nella riedizione del 2005 Edison è raffigurato crocefisso.

## Tracce

### Original Album
1. Freak – 4:15
2. Toltec 7 Arrival – 0:37
3. Starchildren – 4:17
4. Taking The Queen – 4:49
5. Darkside Of Aquarius – 6:42
6. Road To Hell – 3:57
7. Man Of Sorrows – 5:20
8. Accident Of Birth – 4:23
9. The Magician – 3:54
10. Welcome To The Pit – 4:43
11. The Ghost Of Cain * – 4:15
12. Omega – 6:23
13. Arc Of Space – 4:18

* disponibile solo nell'edizione giapponese del 1997.
Tutti i testi sono di Bruce Dickinson e le musiche di Roy Z; le musiche di Road To Hell e Welcome To The Pit sono di Adrian Smith; testo e musica di Man Of Sorrows sono di Bruce Dickinson.

### Bonus CD
1. The Ghost Of Cain - 4:15
2. Accident Of Birth (Demo) - 4:18
3. Starchildren (Demo) - 5:04
4. Taking The Queen (Demo) - 4:33
5. Man Of Sorrows (Radio Edit) - 3:58
6. Man Of Sorrows (Orchestral Version) - 5:20
7. Man Of Sorrows (Spanish Version) - 3:56
8. Darkside Of Aquarius (Demo) - 6:23
9. Arc Of Space (Demo) - 4:04

Tutti i testi sono di Bruce Dickinson e le musiche di Roy Z; la musica di The Ghost Of Cain di Adrian Smith, testo e musica di Man Of Sorrows sono di Bruce Dickinson.

## Singoli
- Accident of Birth (CD 1)  (b-sides: Ghost of Cain, Accident of Birth (demo))
- Accident of Birth (CD 2)  (b-sides: Starchildren (demo), Taking the Queen (demo))
- Man of Sorrow (CD-promo)  (radio edit - single chorus, radio edit - double chorus, Spanish version, Spanish edit - single chorus, Orchestral version)
- Man of Sorrow (EP)  (Man of Sorrow (Radio edit), Man of Sorrow (Orchestral), Man of Sorrow (Spanish), Darkside of Aquarius (demo), Arc of Space (demo))

## Formazione
- Bruce Dickinson   – voce
- Adrian Smith   – chitarra
- Roy Z   – chitarra
- Eddie Casillas   – basso
- David Ingraham  – batteria